# Тернопільська липа
Тернопільська липа — вікове дерево, ботанічна пам'ятка природи місцевого значення в Україні. Зростає в Тернополі між будинками № 1 і 3 на вул. Листопадовій.

## Пам'ятка
Оголошена об'єктом природно-заповідного фонду рішенням виконкому Тернопільської обласної ради № 554 від 21 грудня 1974 року (у ТЕСі — № 131 від 14 березня 1977 року). Перебуває у віданні ТзОВ «Керуюча компанія Коменерго-Тернопіль».

## Відомості
Площа — 0,01 га.
Під охороною — липа дрібнолиста віком 200 р., діаметром 118 см, обхватом 435 см; має наукову, пізнавальну та естетичну цінність.

## Галерея

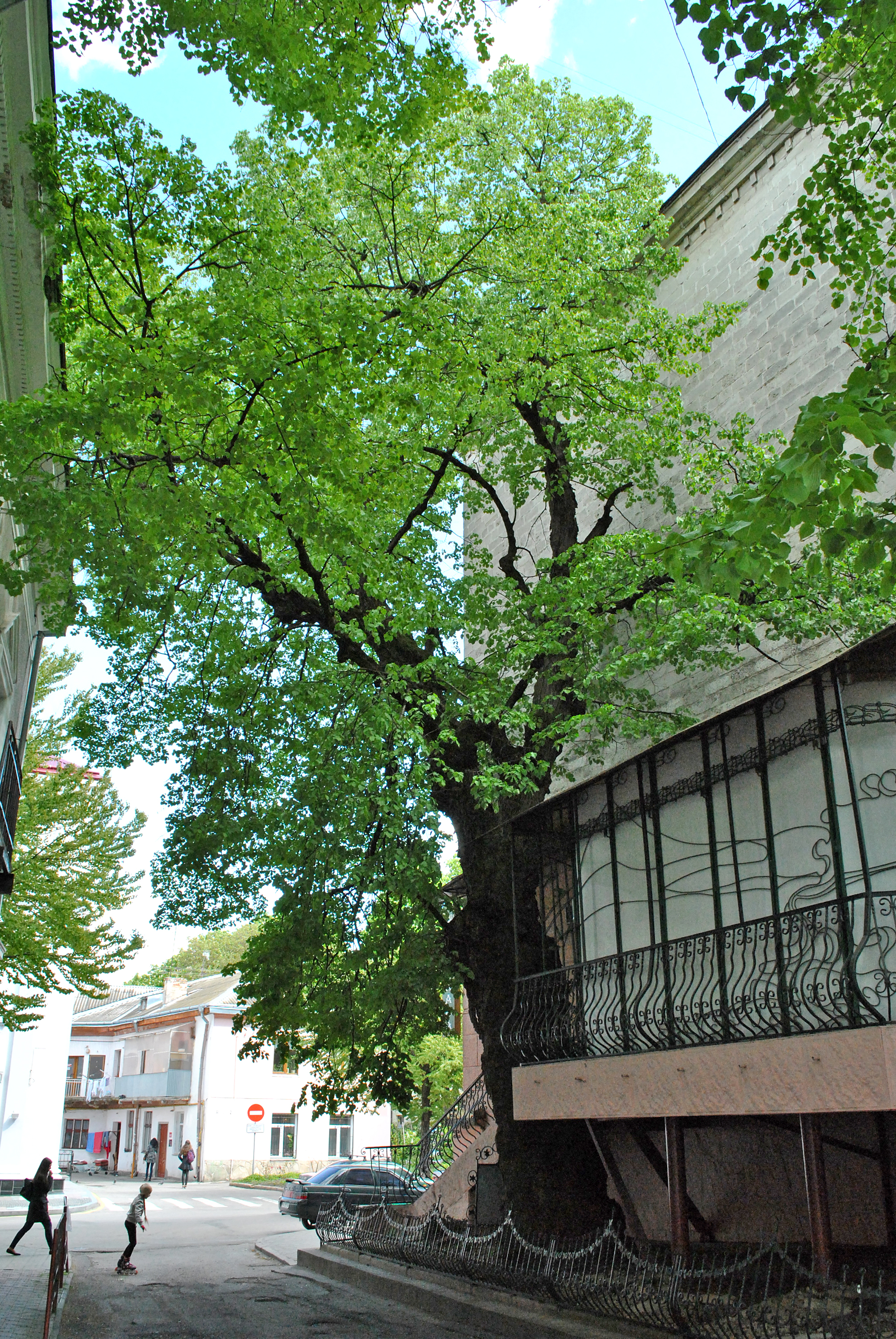
Вигляд із двору
Стовбур
Вигляд спереду. Охоронна таблиця
Вигляд зверху
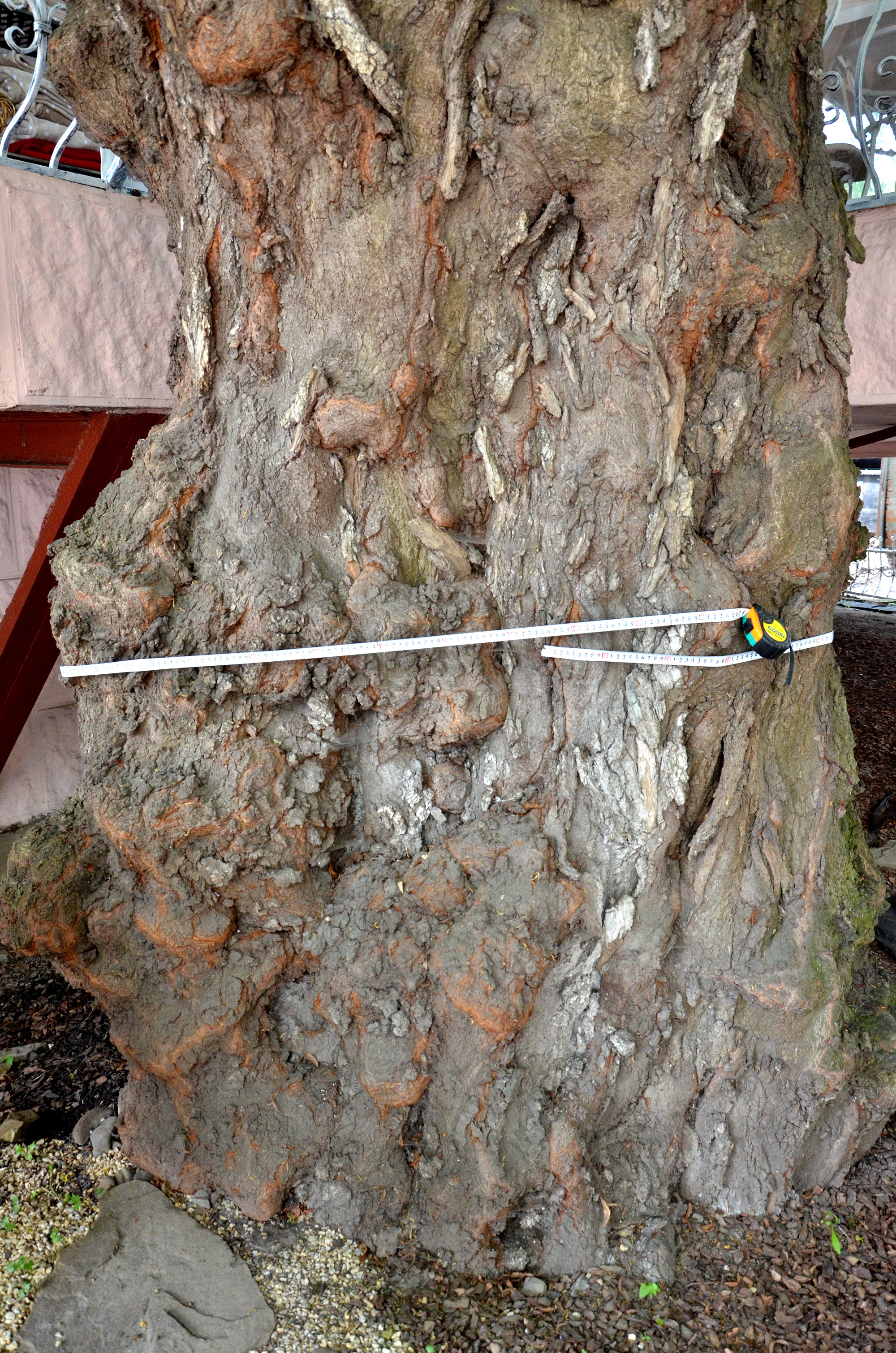
Вимірювання обхвату